# Гюльтен Акин
Гюльтен Акин (тур. Gülten Akın; 23 січня 1933, Йозгат — 4 листопада 2015, Анкара) — турецька поетеса.

## Біографія
Гюльтен Акин закінчила державну середню школу Beşiktaş Atatürk Anadolu в Стамбулі .
Вищу освіту здобула на юридичному факультеті Анкарського університету в 1955-му році . У 1956 році вийшла заміж.
Після закінчення університету в 1958—1972 роках проживала вона в різних провінціях Анталії. Працювала адвокатом, учителем. Її чоловік, каймакам кількох провінцій Туреччини, Яшар Джанкочак, був відомий як «соціалістичний губернатор», убитий в 2013 році .
У 1972 році Акин і її сім'я оселилася в Анкарі, де вона працювала в Асоціації турецької мови, була членом редколегії Міністерства культури Туреччини. У родині було п'ятеро дітей. Померла 4 листопада 2015 року.

## Творчість
Свої перші вірші написала для газети Son Haber студенткою Університету [Анкара[|Анкари]] у 1951 році . Вірші були присвячені природі, коханню, потім вона стала перейматися соціальними проблемами. Багато в чому її вірші визначалися фольклорними мотивами. Акин писала аналітичні праці з поезії, Siiri Düzde Kuşatmak. Вірші Акин перекладені багатьма мовами світу, понад 40 віршів були покладені на музику. Гюлбтен Акин -авторка віршованих драм «Вихід», «Болото», «Млин дівчат». Остання книга Акин, «Beni Sorarsan» (Якщо ви запитаєте про себе) опублікована в 2013 році.